# Gabriel Porras
Gabriel Porras, właściwie Carlos Gabriel Porras Flores (ur. 13 lutego 1968 w Meksyku) – meksykański aktor. 

## Kariera
Karierę aktorską rozpoczął pracując dla TV Azteca w telenowelach, takich jak Trzy razy Sofia (Tres veces Sofía, 1998) z meksykańską divą Lucíą Méndez i El Tío Alberto (2000) z Markiem Tacherem. Jego kariera aktorska wzmocniła się, gdy od 15 grudnia 2003 do 26 lipca 2004 zagrał swoją pierwszą rolę głównego bohatera – kierowcę ciężarówki, Juana Manuela Mendozę, który pojawił się znikąd w telenoweli El alma herida, wyprodukowanej przez Telemundo, którego właścicielem jest NBCUniversal. W Polsce stał się rozpoznawalny dzięki występowi w telenoweli Twarz Analiji (2008–2009). W 2021 roku wraz z Vanessą Apolito założył firmę produkcyjną Ulcitoecoco Films, zajmującą się produkcją filmów na Dominikanie.

## Życie prywatne
Był związany z Itatí Cantoral. 29 lutego 2008 zawarł związek małżeński z aktorką Sonyą Smith. 24 czerwca 2013 doszło do rozwodu.

## Filmografia

### Produkcje telewizyjne
- 1998: La Casa del naranjo jako Damián
- 1998: Trzy razy Sofia (Tres veces Sofía) jako Germán Lizarralde
- 1999: En un claroscuro de la luna jako Olegario
- 2000: Todo por amor jako Alejandro
- 2000: El Tío Alberto jako Pedro
- 2001: Perro negro jako Moncho
- 2002: Feliz navidad mamá jako Mariano
- 2003–2004: El Alma Herida jako Juan Manuel Mendoza
- 2004: Prisionera jako Daniel Moncada
- 2006: Zemsta, moja miłość (Olvidarte Jamas) jako Diego Ibarra
- 2006: Campeones jako Guido
- 2007: Madre Luna jako Leonardo Cisneros
- 2008–2009: Sin Senos no hay Paraiso jako Fernando Rey
- 2008–2009: Twarz Analiji (El rostro de Analia) jako Ricardo Rivera „Ricky Montana”
- 2010: Gdzie jest Elisa? (¿Dónde Está Elisa?) jako Mariano Altamira
- 2011: Królowa Południa (La Reina del Sur) jako El Gato Fierros
- 2011–2012: Dom po sąsiedzku (La Casa de al Lado) jako Gonzalo Ibáñez / Iñaki Mora / Roberto Acosta
- 2012–2013: Corazón Valiente jako Miguel Valdez Gutiérrez
- 2013: El Señor de los Cielos jako Marco Mejía
- 2014–2015: Los Miserables jako Olegario Marrero „El Diablo” / Rafael Montes
- 2015–2016: Bajo el mismo cielo jako Carlos Martínez
- 2017: La Fan jako Gabriel Bustamante
- 2017: Mariposa de Barrio jako Pedro Rivera
- 2017: Milagros de Navidad jako José Vargas
- 2018: Al otro lado del muro jako Ernesto Martínez
- 2019: Nie zdołasz się ukryć (No te puedes esconder) jako Carlos De la Cruz
- 2022: Amores que engañan jako Roberto

### Filmy
- 1994: Quimera
- 1995: La Próxima salida a 50 metros
- 1999: En un claroscuro de la luna jako Olegario
- 2004: El Fin del sur jako Emiliano Zapata
- 2004: Zapato
- 2005: La Moral en turno
- 2005: Mi nombre es Ringo jako Ringo
- 2005: En el sofa
- 2005: Reflejos jako facet w ubikacji
- 2006: La Vida immune jako Andrés
- 2007: Propiedad ajena jako Jose Ines
- 2007: La Misma luna jako Paco
- 2007: Equinoccio y la pirámide mágica
- 2008: Al fin y al cabo jako agent Wilson
- 2010: Hunted by Night jako Gabriel
- 2011: Monsenor: The Last Journey of Oscar Romero
- 2012: Unknowns jako detektyw Ramírez
- 2020: Patricia Secretos De Una Pasion jako Humberto